# Krytonos piaskowy
Krytonos piaskowy (Teledromas fuscus) – gatunek małego ptaka z rodziny krytonosowatych (Rhinocryptidae). Występuje endemicznie w Argentynie. Jest gatunkiem monotypowym.

## Taksonomia

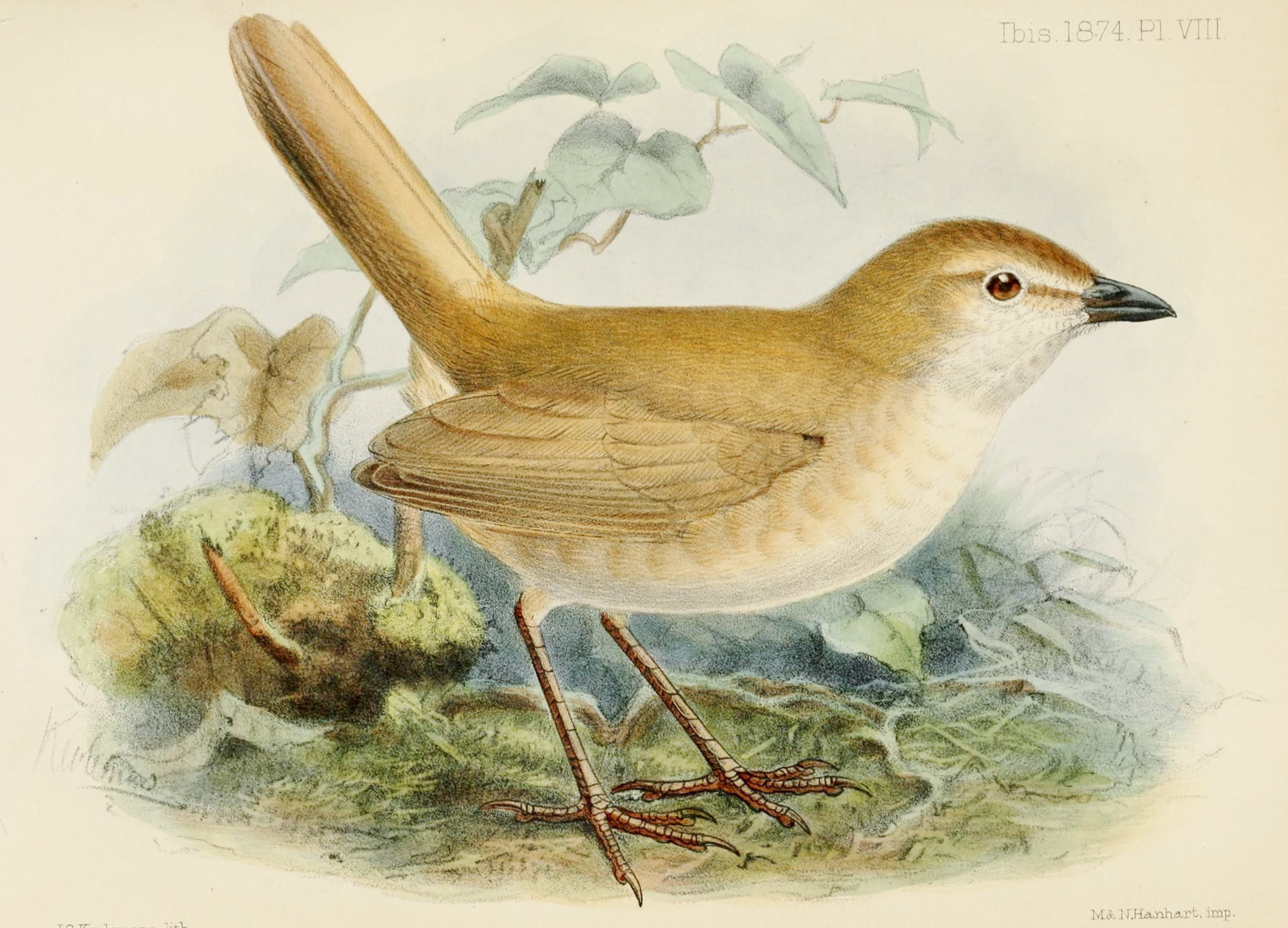
Krytonos piaskowy na rycinie z 1874 roku

Gatunek opisali po raz pierwszy Philip Lutley Sclater i Osbert Salvin w roku 1873 pod nazwą Rhinocrypta fusca w dziele Nomenclator avium neotropicalium. Holotyp pochodził z Mendozy (Argentyna). Obecnie krytonos piaskowy jest umieszczany w monotypowym rodzaju Teledromas. Pewne cechy budowy wskazują na podobieństwo do obrożników, jednak biochemia gatunku wskazuje na przynależność do krytonosów. Monotypowy.

## Zasięg występowania
Krytonos piaskowy występuje w argentyńskiej części Andów, od Salty po Río Negro. Środowisko życia stanowią rzadko rozmieszczone pustynne zakrzewienia na piasku i żwirze, często na zboczach parowów czy wąwozów. W Salcie spotykany do wysokości 4000 m n.p.m., w pozostałych częściach areału występuje do 3000 m n.p.m.

## Morfologia
Długość ciała wynosi 17 cm. W oryginalnym opisie podano także inne wymiary: skrzydło ok. 8,1 cm, ogon 6,3 cm, skok 2,8 cm. U dwóch zbadanych samców masa ciała wynosiła 35,4 i 41,8 g, zaś u jednej samicy 35,8 g. U dorosłych wierzch głowy i ciała jednolicie jasnocynamonowy, występuje krótka biała brew i ciemny pasek oczny. Sterówki czarniawe, środkowa para jak grzbiet. Spód ciała brudnobiały, boki piersi szarawe, boki tułowia i upierzenie w okolicach kloaki z jasnocynamonowym nalotem. Tęczówka ciemnobrązowa, dziób i nogi czarne.

## Głos
Pieśń przypomina tę u rodzaju Melanopareia. Składa się z głośnych dźwięków czoł o częstotliwości 2,1 kHz, powtarzanych 4–5 razy na sekundę. Frazy pieśni krytonos piaskowy powtarza 8–10 razy w Salcie, a 3–5 w Río Negro. W Río Negro odnotowano także alternatywną pieśń, zaczynającą się gardłowymi rechotami (1–3), przechodzącymi w serię około 8 głośnych dźwięków kuii, nieco wyższych niż w normalnej pieśni. Zawołanie to trwająca około 4 sekund seria wydawanych w równych odstępach dźwięków, poprzedzona dwoma głośnymi dźwiękami.

## Pożywienie
Przypuszczalnie żywi się głównie stawonogami. Szukając pożywienia, biega po ziemi, starając się być stale w ukryciu. Porusza się biegiem od krzewu do krzewu, krok liczy około 15 cm. Obserwowano grzebanie nogą w ziemi.

## Lęgi
Okres składania jaj trwa od listopada do lutego. Gniazdo stanowi otwarty kubeczek z trawy, umieszczony na końcu tunelu długiego na 40–50 cm o średnicy 6–7 cm, wykopanego w skarpie. Komora lęgowa o około 10 cm wysokości. Jednokrotnie doniesiono o gnieździe wyściełanym mchem i porostami, umieszczonym w gęstej plątaninie gałęzi. Znosi 2 jaja o wymiarach około 27,8 × 20 mm.

## Status
Przez IUCN gatunek klasyfikowany jest jako najmniejszej troski (LC, Least Concern) nieprzerwanie od 1988 roku. Ze względu na brak dowodów na spadki liczebności bądź istotne zagrożenia dla gatunku, BirdLife International uznaje trend liczebności populacji za stabilny. Nieczęsty, lecz łatwy do badania. Występuje na kilku obszarach chronionych. Są to m.in. Park Narodowy Lihué Calel, Park Narodowy Sierra de Las Quijadas i Rezerwat biosfery Ñacuñán.